# 萬姐
萬姐，是一名臺灣女性直播主、模特兒，因為使用「17直播」實況手機軟體，並以性感火辣熱舞的表演吸引了上萬人觀看，因此人稱
「萬姐」（萬姊）或以諧音稱之「卍姐」。因為在17直播軟體具有性感尺度的直播遭到檢舉封鎖多個帳號。。平時同時在線觀看人數約3千人，最高曾3萬人同時在線觀看，追蹤人更超過15萬人，超越該app世界各地的使用者。她目前已經累積超過17萬名的臉書粉絲。

## 其他
萬姐因其身材性感婀娜、親和力甚佳，使得有眾多粉絲跟隨，時常與粉絲聊天互動，因此忠實觀眾與日俱增。在直播中，透露出自己的三圍以及曾在藍帶廚藝學院學過廚藝。